# James Vincent McMorrow
 (janvier 2014).
James Vincent McMorrow est un auteur-compositeur-interprète (aussi producteur-arrangeur) irlandais, né à Dublin en 1983.

## Biographie
Il a commencé par être batteur dans des groupes de post-hardcore et c'est un grand fan de musique hip-hop, de R'n'B et d'électro. Il eut un jour un déclic en écoutant Donny Hathaway qui le fit évoluer du punk au folk.
Sa musique, une folk très douce et rappée, fait écho aux ballades et aux fables de son pays d'origine. 
Sa voix, à la fois forte et intense, lui a notamment valu d'être comparé à des artistes comme Justin Vernon, Patrick Watson ou Sufjan Stevens.
Le 26 février 2010 sort son premier album Early In The Morning en Irlande dans un premier temps puis le 7 mars 2011 en Angleterre et en France.
Certains de ses titres ont déjà été utilisés dans des séries américaines comme Les Frères Scott, Chuck (Saison 4), Grey's anatomy, 'Vampire Diaries et Teen Wolf.
Une version de sa chanson We Are Ghosts est présente dans la saga des Twilight.
Sa reprise Higher Love du chanteur Steve Winwood a été visionnée plus de 6 millions de fois et cette version est disponible sur un album caritatif Silver Lining sorti en mai 2011.
En 2013, il collabore avec le groupe anglais de Manchester No Ceremony en chantant sur le titre de leur album Awayfromhere.
Le 13 janvier 2014 sort son deuxième album Post Tropical qui se veut différent du premier. James expliquera qu'il n'aime pas être catalogué dans un style musical (le style Folk en référence à son premier album) car il estime faire de la musique sans se soucier du reste.
En 2016, il collabore avec le DJ norvégien Kygo en chantant sur son single I'm In Love.

## Albums
♪♫ Early In The Morning ♪♫
Pour composer son premier album Early In The Morning (2010), James Vincent McMorrow a choisi de s'isoler dans la chambre d'une maison face à la mer où il a écrit, arrangé et pré-produit à lui seul l'album entier en travaillant le soir jusqu'à tôt le matin (d’où le nom de son album).
Il s’est classé numéro 1 des charts anglais et a été certifié disque de platine.
James Vincent McMorrow a donné des concerts un peu partout (notamment au Royal Festival Hall) et participé à l'émission de télévision Later… With Jools Holland.
♪♫ Post Tropical ♪♫
Son deuxième album Post Tropical sort le 13 janvier 2014. Cet album est né dans une ferme, à un kilomètre de la frontière mexicaine.
Le titre d’ouverture, Cavalier, dans le genre slow jam qui évolue tranquillement à partir de claviers étouffés et de claquements de mains, s’enrichit progressivement de cuivres, de batterie, et du falsetto caractéristique de James Vincent McMorrow. 
Tout au long de l’album, le musicien explore de nouvelles sonorités et textures : une boîte à rythmes TR-808 sur l’obsédante “Red Dust”, un loop de piano sur “Look Out”, et l’effet cascade de douze mandolines sur “The Lakes”. C’est au style d’écriture parfois surréaliste de James Vincent McMorrow que “Post Tropical”, album qu’il a écrit, produit et sur lequel il joue pratiquement de tous les instruments, doit sa cohérence.